# أبو نصر بن أبي نور اليفرني
أبو نصر فتوح بن أبي نور هلال اليفرني (المتوفي في عام 457 هـ) ثالث وآخر حكام طائفة رندة في عهد ملوك الطوائف.

## سيرته
تولى أبو نصر اليفرني حكم طائفة رندة بعد وفاة والده أبي نور اليفرني لمدة 8 أعوام كان فيها حسن السيرة في رعيته، حتى عام 457 هـ حين دسّ عليه المعتضد بن عباد فارسًا يدعى ابن يعقوب، تحايل حتى دخل قصر أبو نصر، وهاجم أبي نصر، مما أصاب أبي نصر بالرعب وقفز من إحدى شرفات القصر ليرتطم رأسه بالصخر ويموت لفوره، وتنتهي بذلك دولة بني يفرن في رندة حيث ضمها المعتضد بن عباد دون قتال.